# Deutscher Hockey-Bund

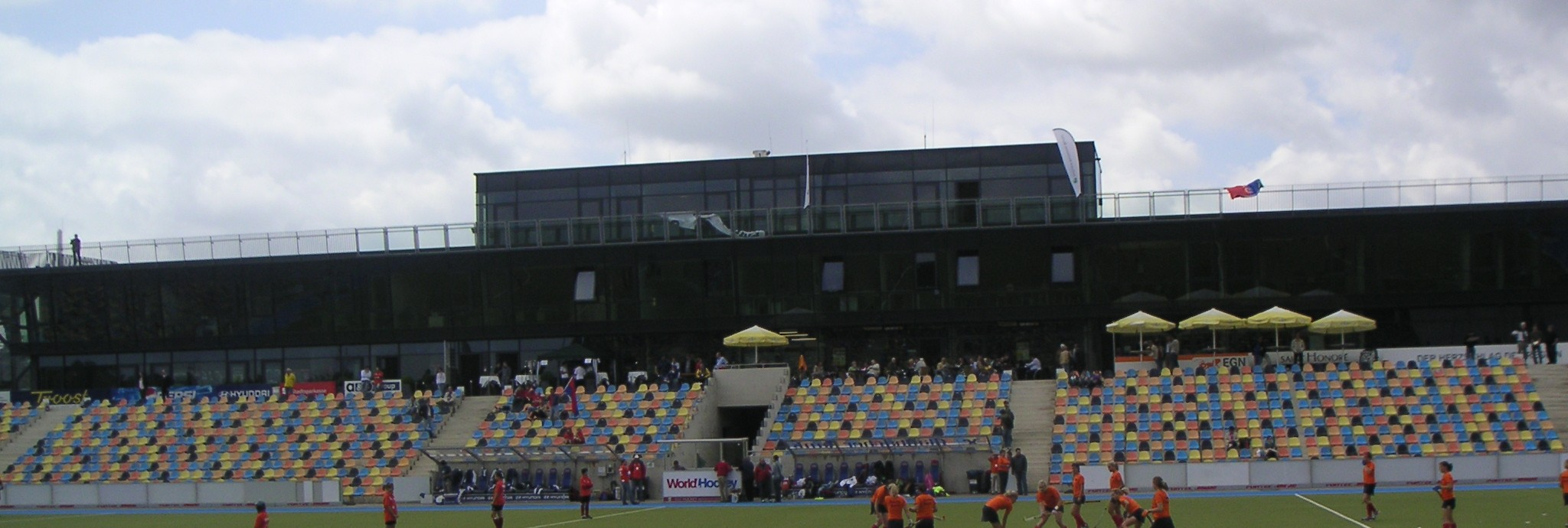
Hauptsitz des DHB im Verwaltungsgebäude des Hockeyparks in Mönchengladbach

Der Deutsche Hockey-Bund e. V. (DHB) ist der Dachverband für Hockey in Deutschland und wurde am 31. Dezember 1909 in Bonn gegründet. Nach einigen Umzügen, zuletzt aus Hürth, hat der Verband nun seinen Sitz im Hockeypark in Mönchengladbach. Der DHB hat etwa 90.000 Mitglieder in rund 360 Vereinen (Stand 2023). Er ist der Zusammenschluss der deutschen Hockeyvereine, die in den 15 Landeshockeyverbänden Baden-Württemberg, Bayern, Berlin, Brandenburg, Bremen, Hamburg, Hessen, Mecklenburg-Vorpommern, Niedersachsen, Rheinland-Pfalz/Saar, Sachsen, Sachsen-Anhalt, Schleswig-Holstein, Thüringen und Westdeutschland organisiert sind.
Der Deutsche Hockey-Bund ist Mitglied im Deutschen Olympischen Sportbund, sowie im Welthockeyverband FIH (Fédération Internationale de Hockey) und im europäischen Hockeyverband EHF (European Hockey Federation). Zuständig ist der Deutsche Hockey-Bund außerdem für die deutschen Hockeynationalmannschaften.
Präsident ist seit Mai 2021 Henning Fastrich.

## Geschichte

Ehemaliges Logo (bis 2014)

Der Deutsche Hockey-Bund wurde am 31. Dezember 1909 in Bonn im Rahmen einer internationalen Hockeywoche in Bonn von einer Reihe ab 1901 gegründeter Clubs ins Leben gerufen. Kurt Doerry wurde zum ersten Präsidenten gewählt.

## Wettbewerbe

### Nationale Wettbewerbe

#### Deutsche Meisterschaft
Die deutsche Meisterschaft ist sowohl im Männer- als auch im Frauenhockey der wichtigste nationale Titel, der jeweils auf dem Feld und in der Halle ausgespielt wird. Der Deutsche Hockeymeister der Herren wird seit der Saison 1937/1938 ausgespielt. Erster Titelträger war der Berliner Sport-Club. Bei den Damen wird der Deutsche Meister seit der Saison 1939/1940 ausgespielt. Erster Titelträger war Rot-Weiß Berlin. Rekordmeister bei den Damen ist der Harvestehuder Tennis- und Hockeyclub aus Hamburg mit 16 Titeln, zuletzt 2025. Bei den Herren ist die Mannschaft des HTC Uhlenhorst Mühlheim Rekordtitelträger mit 18 gewonnenen Meisterschaften im Feldhockey, zuletzt 2019. 
Anders als beispielsweise beim Fußball spielte der DHB-Pokal nur eine kurze Episode in der nationalen Hockeygeschichte. Der weitgehend ligaunabhängige Wettbewerb für Damen- und Herren-Vereinsmannschaften wurde nur sieben Mal (zwischen 1995 und 2001) ausgetragen, ehe er wieder eingestellt wurde. Letztlich passte der Pokal nicht ins leistungssportliche Gesamtkonzept des Deutschen Hockey-Bundes und verlor auch auf Vereinsseite schnell an Akzeptanz.

### Internationale Wettbewerbe
Sowohl die Damen- als auch die Herren-Hockeynationalmannschaft konnten seit ihrem Bestehen Weltmeister werden.

#### Erfolge bei Hockey-Weltmeisterschaften
Weltmeisterschaft der Herren (Feld):
- Sieg: 2002, 2006, 2023
- Platz 2: 1982, 2010
- Platz 3: 1973, 1975, 1986, 1998

Weltmeisterschaft der Damen (Feld):
- Sieg: 1976, 1981
- Platz 2: 1971, 1979, 1978, 1986
- Platz 3: 1974, 1998

#### Erfolge bei Hockey-Europameisterschaften
Europameisterschaft der Herren (Feld):
- Sieg: 1970, 1978, 1991, 1995, 1999, 2003, 2011, 2013,2025
- Platz 2: 1974, 2009, 2015
- Platz 3: 1983, 1987, 2005

Europameisterschaft der Damen (Feld):
- Sieg: 2007, 2013
- Platz 2: 1991, 1999, 2005, 2009, 2011, 2019
- Platz 3: 1984, 1995, 2003, 2015, 2023

#### Erfolge bei Olympischen Spielen
Olympische Spiele (Herren):
- Sieg: 1972, 1992, 2008, 2012
- Platz 2: 1984, 1988
- Platz 3: 1928, 1956, 2004, 2016

Olympische Spiele (Damen):
- Sieg: 2004
- Platz 2: 1984, 1992
- Platz 3: 2016

## Organisation und Struktur

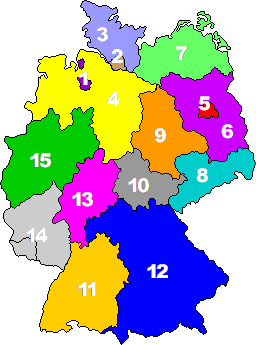
Die 15 Hockey-Landesverbände

Der Westdeutsche Hockeyverband ist Landes- und Regionalverband, die Verbandsgrenzen entsprechen im Wesentlichen den Bundesländern:
|    | Landesverband                           | Regionalverband              |
| -- | --------------------------------------- | ---------------------------- |
| 01 | Bremer Hockey-Verband                   | Interessengemeinschaft Nord  |
| 02 | Hamburger Hockey-Verband                | Interessengemeinschaft Nord  |
| 03 | Schleswig-Holsteinischer Hockey-Verband | Interessengemeinschaft Nord  |
| 04 | Niedersächsischer Hockey-Verband        | Interessengemeinschaft Nord  |
| 05 | Berliner Hockey-Verband                 | Ostdeutscher Hockey-Verband  |
| 06 | Brandenburgischer Hockey-Sportverband   | Ostdeutscher Hockey-Verband  |
| 07 | Hockey-Verband Mecklenburg-Vorpommern   | Ostdeutscher Hockey-Verband  |
| 08 | Sächsischer Hockeyverband               | Ostdeutscher Hockey-Verband  |
| 09 | Hockey-Verband Sachsen-Anhalt           | Ostdeutscher Hockey-Verband  |
| 10 | Thüringer Hockey-Sportverband           | Ostdeutscher Hockey-Verband  |
| 11 | Hockey-Verband Baden-Württemberg        | Süddeutscher Hockey-Verband  |
| 12 | Bayerischer Hockey-Verband              | Süddeutscher Hockey-Verband  |
| 13 | Hessischer Hockey-Verband               | Süddeutscher Hockey-Verband  |
| 14 | Hockey-Verband Rheinland-Pfalz/Saar     | Süddeutscher Hockey-Verband  |
| 15 | Westdeutscher Hockey-Verband            | Westdeutscher Hockey-Verband |

Nach seiner Wiedergründung am 10. Dezember 1949 in Köln hatte der DHB zunächst elf Landesverbände: Der Badische HV und der Württembergische HV fusionierten erst am 22. Juni 1996 zum HV Baden-Württemberg, der Brandenburgische HSV, der HV Mecklenburg-Vorpommern, der Sächsische HV, der HV Sachsen-Anhalt und der Thüringer HSV traten am 3. November 1990 in Hürth dem DHB bei.

### Die Präsidenten des DHB
- 1909–1914 Kurt Doerry, Berlin
- 1914–1928 Georg Berger, Berlin
- 1928–1937 Georg Evers, Berlin
- 1937–1945 Willy Jäger, SS-Führer
- 1949–1967 Paul Reinberg, Hamburg
- 1967–1973 Adolf Kulzinger, Mannheim
- 1973–1985 Jürg Schaefer, Frankfurt/M.
- 1985–1993 Wolfgang P. R. Rommel, Hamburg
- 1993–1999 Michael Krause, Dortmund
- 1999–2005 Christoph Wüterich, Stuttgart
- 2005–2015 Stephan Abel, Köln
- 2015–2019 Wolfgang Hillmann,[3] Köln
- 2019–2021 Carola Morgenstern-Meyer, Köln
- 2021–2022 Carola Morgenstern-Meyer (Köln) und Henning Fastrich (Jork)
- seit 2022 Henning Fastrich (Jork)

## Nationalmannschaften
- Deutsche Hockeynationalmannschaft der Herren
- Deutsche Hockeynationalmannschaft der Damen
- weibliche U21
- weibliche U18
- weibliche U16
- männliche U21
- männliche U18
- männliche U16